# Аспирин
Аспирин или ацетилсалицилна киселина (лат. Acidum acetylsalicylicum) је лек из породице салицилата, који се често користи против блажих болова, као антипиретик (против грознице), и против запаљења. У малим дозама делује као анти-агрегацијски лек (умањује агрегацију тромбоцита), па се користи у секундарној превенцији инфаркта миокарда. Аспирин је један од најсвестранијих лекова у медицини, и један од најстаријих (прва употреба лекова сличних аспирину забележена је у Античкој Грчкој). Почетни материјал потребан за синтезу аспирина, салицилна киселина, је релативно јефтин, јер се може добити процесом карбоксилације фенола са угљен-диоксидом. У индустријској производњи аспирина најчешће се користи процес естерификације.
Аспирин је један од првих лекова из групе нестероидних антиупалних лекова. Салицилати сачињавају мањи део те групе. Многи од њих имају сличне ефекте и инхибирају синтезу циклооксигеназе као свој основни механизам деловања. Данас је аспирин још увек један од најраспрострањенијих лекова у свету, са отприлике 40.000 тона потрошње сваке године.
Због повезаности аспирина и Рејевог синдрома, аспирин се више не користи за контролисање симптома налик грипу код деце до 12 година.
Дуготрајна употреба аспирина у малим дозама неповратно блокира стварање тромбоксана А2 у тромбоцитима, што производи инхибиторни ефекат на агрегацију тромбоцита, што се користи у секундарној превенцији инфаркта миокарда, можданог удара или стварања крвних угрушака код особа које су изложене том ризику. У Србији су у ту сврху регистровани лекови који садрже 100  ацетилсалицилне киселине. Високе дозе аспирина се такође дају одмах након акутног срчаног удара.
Неколико стотина смртних случајева од предозирања аспирином се догађају годишње (смртоносна доза износи 0,2-0,5 грама по килограму телесне масе), али је његова употреба у оквиру терапеутских доза оправдана. Примарни нежељени ефекти, посебно у већим дозама, су гастроинтестинални болови (укључујући чир и крварење у стомаку) и тинитус. Још један споредни ефекат, услед антиагрегацијских својстава аспирина, је продужено протромбинско време, па је контраиндикован за ублажавање менструалних болова код жена. По америчким стандардима (ФДА), сви лекови који садрже више од 0,325 g аспирина морају бити помешани са повезујућом супстанцом. Таква процедура је неопходна због негативног утицаја аспирина на слузокожу органа у систему за варење.

## Име
Име аспирин је сковала немачка компанија Бајер. У неким земљама се ово име користи као име за лек, а не као заштићено име. У земљама у којима је аспирин и даље заштићено име, користи се скраћеница ASA (енгл. acetylsalicylic acid), ASS или AAS (шп. ácido acetilsalicílico). У земљама бивше Југославије лек је познат и као андол или ацетисал. Аспирин се може наћи у више од 100 комерцијалних лекова широм света (анацин, ексцедрин, корицидин, мидол итд.). Иако је раније аспирин чинио више од 90% целокупног тржишта комерцијалних аналгетика, данас се поред њега све више могу наћи лекови на бази ацетаминофена (40%), ибупрофена (26%) и напроксена (6%).

## Употреба

### Бол
Аспирин је ефикасан против потмулог и сталног бола. Он није ефикасан против болова изазваних мишићним грчевима, надимањима, мучнином у желуцу и акутном иритацијом коже. Највише проучавани пример је бол након операције попут вађења зуба, за коју је највиша дозвољена доза аспирина (од 1 g) еквивалентна 1 граму парацетамола, 60 mg кодеина и 5 mg оксикодона. Комбинација аспирина и кофеина, у општем случају, омогућава веће ублажавање бола од самог аспирина. Аспирин у виду шумећих таблета или прашка ублажава бол много брже од аспирина у виду таблета (15—30 минута наспрам 45-60 минута).
Као средство за ублажавање болова после операције, аспирин делује далеко слабије од ибупрофена. Аспирин такође има доста већи негативни утицај на органе за варење од ибупрофена. Највећа дозвољена доза аспирина (1 g) слабије ублажава бол од просечне дозе ибупрофена (400 mg), а ово ублажавање бола код аспирина не траје тако дуго. Комбинација аспирина и кодеина може имати незнатно веће аналгетичке ефекте од самог аспирина; међутим, ова разлика клинички није значајна. Сматра се да је ибупрофен најмање исто толико ефективан као и ова комбинација, а могуће и ефективнији.
Судећи по мета-анализама клиничких експеримената у вези менструалних болова, аспирин показује вишу ефикасност од плацеба, али слабију од ибупрофена или напроксена, мада се највећа доза аспирина није користила при овим експериментима. Аутори су закључили да ибупрофен има најповољнији однос користи и ризика.
Аспирин не олакшава болове настале током бициклистичких вежби, док је кофеин изненађујуће био веома ефикасан. Слично томе, аспирин, кодеин или парацетамол нису били бољи од плацеба код мишићних болова након вежбања.
Аспирин је један од најчешће кориштених лекова при третману благих и умјерених болова, укључујући мигрену и грозницу. Често се комбинује са другим лековима из групе нестероидних антиупалних лекова и опиоидним аналгетицима при третману умерених и јаких болова.
У високим дозама, аспирин и други салицилати се користе при третману реуматске грознице, реуматоидног артритиса и других упалних стања зглобова и костију. У мањим дозама, аспирин (и његови еквиваленти као калцијум карбасалат) такође спречавају настајање крвних угрушака и доказано смањују појаву акутних исхемичних напада и нестабилне ангине пекторис код мушкараца, а може бити кориштен и профилактично. Такође се користи при третману перикардитиса, болести коронарних артерија и акутних инфаркта миокарда. Мање дозе аспирина су препоручене у превенцији можданог удара и инфаркта код пацијената са срчаним болестима. Код особа које немају присутне срчане проблеме, аспирин нема такво деловање. Међутим, препоручљиво је да се у предоперативном поступку код пацијената са срчаним болестима при операцији бајпаса прекине с давањем аспирина најмање 7 дана пре саме операције, јер се тиме значајно умањује крварење у постоперативном периоду.

### Главобоља
Аспирин је један од најосновнијих лекова који се користе у лечењу мигрене, при чему је код 50 до 60% случајева забележено позитивно деловање. Његова ефикасност се може поредити са суматриптаном, новијим леком на бази триптана (трговачки назив Имитрекс) и другим аналгетицима попут парацетамола (ацетаминофена) или ибупрофена. Комбинација аспирина, парацетамола и кофеина (ексцедрина) даје чак и боље резултате. При третману главобоља и мигрене, ова формулација делује далеко боље него било која од те три компоненте узимане одвојено, боље него ибупрофен те боље него суматриптан. Слично као и код других лекова против мигрене, препоручено је да се користи аспирин код почетних знакова главобоље пошто се тај начин користио и у компаративним студијским експериментима.
Аспирин ублажава бол код 60 до 75% пацијената са епизодним тензијама главобоље. Он је у истој равни са парацетамолом у том смислу, осим што се код аспирина чешће јављају нежељени ефекти у систему за варење. Компаративни студијски експерименти указују да метамизол и ибупрофен могу ублажити бол брже од аспирина, али се примећују значајне разлике 2 сата након употребе. Комбинација аспирина, парацетамола и кофеина је и даље ефективнија, али уз негативније посљедице у виду стомачних тегоба, нервозе и вртоглавице.
Постоје докази да су ниске дозе аспирина корисне за умањење појаве мигрена код подложних особа.

### Превенција срчаних и можданих удара
Постоје две дистинктне форме употребе аспирина за спречавање кардиоваскуларних појава: примарна превенција и секундарна превенција. Примарна превенција је усресређена на умањење појаве можданих и срчаних удара опште популације особа са дијагнозом срчаних или васкуларних проблема. Секундарна превенција се бави пацијентима оболелим од кардиоваскуларних обољења.
За особе без кардиоваскуларних проблема, корисност коришћења аспирина није разјашњена. У испитивањима примарне превенције, аспирин је умањио свеукупну појаву срчаних напада и исхемијских удара за једну десетину референтне вредности. Међутим, пошто су те појаве ретке, апсолутна редукција њиховог степена је ниска: са 0,57% на 0,51% годишње. Осим тога, ризици од хеморагијских удара и гастроинтестиналног крварења скоро потпуно поништавају корисност аспирина. Из ових примарних превентивних испитивања произилази да аспирин нема утицаја на степен морталитета. Даља испитивања су у прогресу.
Експерти имају подељена мишљења у погледу употребе аспирина за примарну превенција, која би се могла остварити уврштавањем аспирина у комбинацију лекова (полипилулу) за општу популацију. Уместо тога препоручује се доношење индивидуалних одлука, базираних на процени предстојећег ризика и опредељењу пацијената.

### Коронарне и каротидне артерије
Коронарне артерије снабдевају срце крвљу. Аспирин се препоручује током периода од једног до шест месеци након уградње стента у коронарне артерије и годинама након коронарног артеријског бајпасног графта.
Каротидне артерије снабдевање крвљу мозак. Аспирин може да буде користан за пацијенте са благом стенозом каротидних артерија. Он се препоручује након каротидне ендартеректомије или стента каротидне артерије.
Након васкуларне хирургије нижег дела ногу користећи вештачке графтове који су зашивени за артерије да би се побољшало снабдевање крвљу. Аспирин се користи за очување графтова у отвореном стању. Он служи као форма стањивача крви којим се смањује могућност формирања угрушака.

### Друге употребе
Мада се аспирин користио у борби против грознице и бола узрокованог прехладом више од сто година, његова ефикасност у тој улози је тек недавно била потврђена у контролисаним клиничким испитивањима на одраслим особама. Један грам аспирина је у просеку умањио оралну телесну температуру са 39,0 °C до 37,6 °C након три сата. Његово дејство почиње након 30 минута, и након шест сати температура још увек остаје испод 37,8 °C. Аспирин такође олакшава тегобу, неудобност, и главобољу, као и бол упале грла. Тешко је разликовати ефекте аспирина и парацетамола у том погледу, изузев можда незнатно већег знојења и гастроинтестиналних нуспојава.
Грозница и бол зглобова акутне реуматске грознице одговарају изузетно добро, често у току три дана, на високе дозе аспирина. Терапија обично траје једну до две недеље, и у само око 5% случајева је неопходно наставити дуже од шест месеци. Након што грозница и бол пресахну, третман аспирином није неопходан, јер он не умањује учесталост појаве срчаних проблема и резидуалних реуматских срчаних обољења. Осим тога, високе дозе аспирина узрокују токсичност јетре код око 20% малолетних пацијената, који сачињавају већину оболелих од реуматске грознице, и повишен ризик од развоја Рејевог синдрома. Показано је да је напроксен једнако ефективан и мање токсичан. Због ограниченог клиничког искуства, међутим, напроксен се препоручује само као секундарна терапија.
Поред реуматичне грознице, Кавасакијева болест је једна од малобројних индикација за примену аспирина код деце, мада неки истраживачи доводе у питање неопходност те примене. У Уједињеном Краљевству, једина обољења за примену аспирина код деце и адолесцената испод 16 година су Кавасакијева болест и спречавање формирања угрушака крви.
Аспирин се такође користи за лечење перикардитиса, коронарне артеријске болести, и акутне миокардијалне инфракције.
Узимање аспирина пре дужег боравка у скученом простору током путовања авионом се сматра да смањује ризик од дубоке венске тромбозе. Разлог за коришћење аспирина је дуг период седења без вежбање, а не само ваздушно путовање. Велико рандомизовано, контролисано испитивање из 2000. аспирина насупрот плацеба са 13.000 пацијената са фракцијама кука је установило „29% релативног смањења ризика са 160 mg аспирина узиманог дневно током пет недеља. Мада постоје очевидни проблеми са екстраполацијом података на путнике на велика растојања, ово је најбоља доступна евиденција за оправдавање примене аспирина“.

### Експериментална употреба
Претпостављало се да аспирин смањује формирање катаракте код пацијената са дијабетесом, али је једна студија доказала да није делотворан за овакву употребу. Улога аспирина у смањењу појаве неких форми рака је такође знатно испитивана. У бројним студијама, кориштење аспирина није смањило појаву рака простате. Његови ефекти на појаву рака панкреаса су променљиви, једна студија из 2004. године је пронашла статистички значајно повећање ризика од рака панкреаса код жена, док мета-анализе неколико студија, објављених 2006. године, нису пронашле доказе да су аспирин и други нестероидни антиупални лекови повезани са повишеним ризиком од тих обољења. Могуће је да би аспирин могао бити ефективан у смањењу ризика од различитих облика рака, укључујући рак дебелог црева, плућа, а могуће и рака горњих органа за варење, иако докази о ефикасности у превенцији рака горњих органа за варење нису потпуни. Његови ефекти против аденокарцинома могу бити објашњени његовом инхибицијом ензима циклооксигеназе-2 (COX-2) који је садржан у њима. У студији објављеној 2009. године, група научника са Универзитета Јејла и Универзитета Ајове је пронашла да аспирин може заштитити одређене ћелије јетре (хепатоците) од оштећења.

### Употреба у ветерини
Аспирин се користи при третману бола и артритиса у ветеринарској медицини, углавном код паса, иако није препоручљив за ову употребу, јер постоје новији лекови са мање попратних ефеката за ове животиње. Пси су посебно осетљиви на пропратне ефекте салицилата на систем за варење. Коњима се такође давао аспирин за ублажавање болова, мада није широко употребљаван због кратког периода аналгетичког деловања. Коњи су нешто мање осетљиви на нежељене ефекте на систем за варење. Међутим, аспирин је показао обећавајуће резултате при његовој употреби као антиагрегацијског лијека, нарочито код случајева ламинитиса. При употреби аспирина код свих животиња, обавезан је директни надзор ветеринара. Мачкама никад не би требало давати аспирин, јер оне немају способност формирања конјугованих глукоронида, последица чега је отровност аспирина за мачке. Његова токсичност за мачке се може ублажити давањем прописаних доза у дужим временским интервалима.

### Отпорност
Код неких људи, аспирин нема једнако јаке утицај на тромбоците као код других. Тај ефекат је познат као аспиринска отпорност или неосетљивост. Једна студија је утврдила да су жене склоније да имају отпорност од мушкараца, док је друга, агрегатна студија са 2,930 пацијената утврдила да је 28% учесника отпорно. Једно испитивање са 100 италијанских пацијената је произвело закључак да је од 31% испитаника отпорних на аспирин само 5% потпуно отпорно, и да се остали нису придржавали критеријума студије у довољној мери.

### Дозирање
Таблете аспирина за одрасле се производе у стандардним величинама, које незнатно варирају од земље до земље, на пример 300 mg у Уједињеном Краљевству и 325 mg у САД. Мање дозе су базиране на тим стандардима; e.g. 75- и 81-милиграмске таблете се користе. Ове мале разлике немају медицинску залеђину.
У општем случају, код одраслих, дозе се узимају четири пута на дан за грозницу и артритис, при чему су дозе близу максималне дневне дозе историјски кориштене за лечење реуматске грознице. За спречавање срчаног удара код особа са познатом или могућом коронарно-артеријском болешћу, знатно ниже дозе се користе једном дневно.

### Препарати који садрже аспирин
Захваљујући једноставној синтези и популарности, већина светских компанија производи неки од препарата који садрже ацетилсалицилну киселину. У зависности од индикације и комбинације са другим супстанцама, ови препарати имају следеће ATC ознаке
- за превенцију агрегације тромбоцита (100—300 ) –
- за лечење благих и умерених болова, фебрилних стања и реуматске болести (монокомпонентни, 300-500 ) –
- у комбинацији са аскорбинском киселином –
- у комбинацији са парацетамолом и кофеином –

## Нежељена дејства и контраиндикације
- мучнину
- повраћање
- активирање чира желуца
- уртикарију
- продужено крварење
- главобољу

Ацетлсалицилна киселина је контраиндикована у следећим стањима:
- последње 4 недеље трудноће (препоручује се опрез у ранијим фазама трудноће)
- активан чир
- хемофилија
- гихт
- преосетљивост на друге НСАИЛ, због могуће укрштене реакције.

### Систем за варење
Бројна истраживања су показала да употреба аспирина може повећати ризик од крварења у систему за варење. Иако се аспирин најчешће употребљава обложен супстанцама које не иритирају систем за варење, те да се таква примена аспирина често презентује у јавности као повољна за стомак; путем једне студије је доказано да то није тако. Комбинација аспирина са другим NSAID лековима може даље да повећа овај ризик. Користећи аспирин са клопидогрелом или варфарином може се у знатној мери повећати ризик од крварења у систему за варење.
Осим ентеричног премаза, пуферовање је главни други метод за умањивање проблема гастроинтестиналног крварења. Ови агенси би требало да раде путем спречавања концентровања аспирина на зидовима желуца. Корисност пуферовања аспирина није опште прихваћена. Скоро сви агенси који се користе у антацидима се могу користити. На пример у буферину се користи MgO. Други препарати користе 3.
Употреба са витамином C недавно истражени метод за заштиту стомачне облоге. Показано је да узимање једнаких доза витамина C и аспирина умањује степен стомачног оштећења.
Познато је да деглициризиновани сладић (engl. deglicirizinated licorice - DGL), екстракт популарне биљке сладић, помаже у олакшавању симптома гастритиса. Једно испитивање из 1979. је показало да доза од 350 mg DGL-а умањује количину гастроинтестиналног крварења узрокованог са 750 mg аспирина.
Доза од 500 mg S-аденозил-метионина (SAMe, аминокиселине која се природно јавља у телу) дата заједно са великом дозом аспирина (1300 mg) је умањила количину оштећења за 90% у једној студији.
Испитивањима је утврђено да за разлику од оралног аспирина, интравенозне инјекције аспирина не производе приметна хистолошка оштећења, и закључено је да високи нивои салицилата у крви не оштећују гастричну мукозу.

### Централни нервни систем
Велике дозе салицилата, односно производа метаболизма аспирина, могу да узрокују тинитус (зујање у ушима). Ови резултати су засновани на експериментима на мишевима. До тога долази путем деловања арахидонске киселине и каскаде NMDA рецептора.

### Рејев синдром
Рејев синдром је тешка болест коју карактерише акутна енцефалопатија и масна јетра. Може се јавити код деце или млађих особа којима је даван аспирин против грознице и других болести или инфекција. Од 1981. од 1997. године, 1207 случајева Рејевог синдрома је откривено у САД код пацијената до 18 година старости. Од свих пацијената, њих 93% је три седмице раније показивало симптоме овог синдрома, углавном у виду респираторних инфекција, оспица или дијареје. Код 81,9% деце, чија испитивања су објављена, биле су пронађене одређене количине салицилата. Након што су надлежни органи у САД објавили да постоји веза између Рејевог синдрома и узимања аспирина, предузете су одређене мере којима се спречава употреба аспирина код свих особа испод 19 година које показују знакове грознице.

### Осипи и упале
Код мањег броја особа, аспирин може изазвати симптоме који упућују на алергијску реакцију, укључујући осип, упалу и главобољу. Узрок ове реакције је осетљивост на салицилате и не спада у праве алергије већ је пре свега немогућност метаболизма чак и мањих количина ацетилсалицилне киселине, што доводи до предозирања.

### Остали ефекти
Аспирин може да изазове ангиоедем код неких особа. У једном испитивању, ангиоедем се појавио 1 до 6 сати након узимања аспирина код неких пацијената који су учествовали у испитивањима. Међутим, узимање самог аспирина није довело до ангиоедема код ових пацијената. Примећено је да су такви пацијенти поред аспирина користили друге нестероидне антиупалне лекове након чега се приметила појава ангиоедема.
Аспирин повећава ризик од церебралног микрокрварења која су видљива на МРИ снимцима као тамне мрље са 5–10 mm у обиму.
Аспирин и други NSAID лекови могу да изазову хиперкалемију путем индуковања хипоренин хипоалдостеронског стања инхибицијом синтезе простагландина.
Аспирин може узроковати продужено крварење након операција, чак до 10 дана дуже. У једној студији, 30 пацијената је посматрано након разних операција које су на њима изведене. Двадесет од њих је имало бар још једну додатну непланирану операцију због постоперативног крварења. Ова дифузна крварења су везана искључиво са аспирином или у комбинацији са другим лековима из групе NSAID у 19 од 20 случајева продуженог постоперативног крварења. Просечно време опоравка након друге операције је било 11 дана.

### Контраиндикације
Аспирин не би требало да употребљавају особе које су алергичне на ибупрофен, напроксен и оне које су осетљиве на салицилате, односно уопште на нестероидне антиупалне лекове. Посебну пажњу треба обратити на пацијенте који имају астму и NSAID-ом инициран бронхоспазам. Због познатог иритирајућег утицаја на органе за варење, особе са чиром на желуцу, благим дијабетесом или гастритисом, пре кориштења аспирина треба да потраже савет лекара. Чак и код особа без ових потешкоћа, и даље постоји ризик од унутрашњег крварења у систему за варење, уколико се аспирин узима након конзумације алкохола или варфарина. Пацијенти са хемофилијом или другим сличним проблемима не би смели узимати аспирин. Поред тога, познато је да аспирин може проузроковати хемолитичку анемију код особа које имају генетички поремећај G6PD (дефицијенција глукоза-6-фосфат дехидрогеназе). Не препоручује се употреба аспирин током денга грознице због повећане тенденције крварења. Особе са бубрежним болестима, хиперурихемијом или гихтом не би смеле узимати аспирин, јер он онемогућава бубреге да избацују уринску киселину, те би могло доћи до компликација. Аспирин такође не би требало давати деци и млађим особама против прехладе или симптома грипа, јер се тиме повећава ризик од Рејевог синдрома.

### Предозирање
Превелика доза Аспирина има озбиљне последице, и може бити смртоносна. Токсични ефекти су најчешће последица ацидозе, а последице укључују:
- тинитус
- стомачни бол
- хипокалемију
- хипогликемију
- грозницу
- хипервентилацију
- срчану аритмију
- низак притисак
- халуцинације
- отказивање бубрега
- менталну конфузију
- кому
- смрт

Предозирање може бити акутно или хронично; то јест, особа може да се предозира узевши велику дозу, или мање дозе током одређеног периода времена. Акутно предозирање има стопу смртности од 2%. Хронично предозирање је чешће фатално, са стопом смртности од 25%. Хронично предозирање је посебно озбиљно код деце.
Лечење захтева уношење активног угља како би се неутрализовала ацетилсалицилна киселина у гастроинтестиналном тракту, након чега следи испумпавање стомака, па поновно уношење активног угља. Пацијенти се затим мотре најмање 24 часа, а затим им се обично интравенозно даје калијум хлорид против хипокалемије (низак ниво калијума), натријум хидрогенкарбонат како би се неутрализовала ацидоза и поново успостави ацидо-базна равнотежа крви и глукоза како би се повратио ниво шећера у истој. Често се врше анализе крви, да би се проверили метаболички, салицилични и нивои шећера у крви; процене гасова у артеријској крви се врше ради контроле постојања респираторне алкалозе и метаболичке ацидозе. Уколико је предозирање било намерно, пацијент се упућује на психијатријски преглед, као и код било ког другог покушаја самоубиства.

### Интеракције
Познато је да аспирин има одређена међудејства с другим лековима. На примјер, ацетазоламид и амонијум хлорид могу појачати токсичне ефекте салицилата, док алкохол појачава унутрашња крварења повезана с овим типовима лекова. Познато је да аспирин замењује бројне лекове на везивним мјестима беланчевина у крви, умањујући деловање неких лекова, попут лекова против дијабетеса, толбутамида и хлорпропамида; имуносупресивних лекова, метотрексата, фенитоина, пробенецида, валпроинске киселине, те многих нестероидних антиупалних лековима. Кортикостероиди такође могу умањити концентрацију аспирина. Ибупрофен може да негира антитромбоцитни ефекат аспирина коришћеног за кардиопротекцију и превенцију можданог удара. Фармаколошка активност спиронолактона може бити умањена због кориштења аспирина, а познато је да се аспирин веже умјесто пеницилина при излучивању у бубрежним цевчицама. Аспирин може да инхибира апсорпцију витамина C.

## Хемија
Аспирин је ацетилни дериват салицилне киселине. Он је бела, кристална, слабо кисела супстанца, са тачком топљења око 138-140 °C. Веома слабо се раствара у води. Ацетилсалицилна киселина се веома брзо распада у раствору амонијум ацетата и уопште ацетата, карбоната, цитрата или хидроксида алкалних метала. Стабилна је на сувом ваздуху, док се постепено хидролизује деловањем влаге из ваздуха на сирћетну и салицилну киселину. У раствору са алкалним супстанцама, хидролиза се одвија још брже, те се у чистим растворима готово у потпуности разлаже на ацетате и салицилате.

### Синтеза
Синтеза аспирина је реакција естерификације. У тој реакцији, салицилној киселини се додаје ацетатни анхидрат, дериват сирћетне киселине, што уз присуство катализатора 85%-не фосфатне киселине (понекад се користи и сумпорна киселина), даје ацетилсалицилну киселину и, као нуспроизвод, сирћетну киселину. При самој реакцији ацетатни анхидрат се веже на фенолну групу салицилне киселине (OH-) претварајући је у ацетил групу. Овај начин синтезе аспирина се углавном користи у образовним лабораторијама.
Механизам реакције
Формулације које садрже високе концентрације аспирина често могу имати мирис сирћета. То је последица разлагања аспирина путем хидролизе у влажним условима на салицилну и сирћетну киселину. Константа дисоцијације киселине за ацетилсалицилну киселину износи 3,5 на температури од 25 °C.
Алтернативно, аспирин се може синтетисати реакцијом салицилне киселине и ацетил хлорида, чиме се поред ацетилсалицилне киселине као нуспроизвод добија HCl (хлороводонична киселина).

### Полиморфизам
Полиморфизам је особина супстанци да формирају више од једне кристалне структуре, те је важна при развоју фармацеутских састојака. Многи лекови добијају законско одобрење само за једну кристалну форму или полиморф. Дуго времена је била позната само једна кристална структура аспирина, мада су од 1960-их постојале индиције о постојању друге кристалне форме аспирина. Прву алтернативну кристалну форму аспирина открио је Вишвешвар са сарадницима 2005. године а више структурних детаља је открио Андру Бонд са сарадницима. Нови тип кристала је пронађен након покушаја кокристализације аспирина и леветиракетама из загрејаног ацетонитрила. Форма II је стабилна само на 100 K и претвара се назад у форму I на стандардној (собној) температури. У обичној форми I, два салицилна молекула формирају центросиметричне димере кроз ацетилне групе са (киселим) метил протоном. У новој форми II, сваки салицилни молекул формира исте водоникове везе са два сусједна молекула уместо са једном. У погледу водоничних веза карбоксилне киселине, оба полиморфа формирају идентичне димерне структуре.

## Механизам дејства

### Откриће механизма деловања
У истраживању за које је добио Нобелову награду за медицину 1982, и титулу сера, Џон Вејн (John Vane), који је тада радио при Краљевском хируршком колеџу у Лондону, је показао 1971. да аспирин сузбија производњу простагландина и тромбоксана иреверзибилном инхибицијом циклооксигеназе, ензима који учествује у производњи простагландина и тромбоксана. Инхибиторни ефекат се постиже ацетиловањем.

### Инхибиција простагландина и тромбоксана
Способност аспирина да инхибира производњу простагландина и тромбоксана је последица њихове неповратне (иреверзибилне) деактивације ензима циклооксигеназе (COX). Циклооксигеназа је неопходна за синтезу простагландина и тромбоксана. Аспирин делује као ацетилишуће средство пошто се ацетил група ковалентно веже за серински остатак на активном мјесту COX ензима. Ово чини аспирин знатно другачијим од других нестероидних антиупалних лекова (попут диклофенака и ибупрофена), који су реверзибилни инхибитори (те је њихово дејство могуће повратити).
Тромбоксани су одговорни за агрегацију тромбоцита, који формирају угрушке крви, док су простагландини које производе ћелије ендотела одговорни за њихову дезагрегацију. Како циклооксигеназу у тромбоцитима инхибирају мање дозе ацетилсалицилне киселине од дозе потребне за инхибицију ензима у ендотелу, могућа је селективна инхибиција тромбоцитног ензима. Ово је разлог што препарати ацетилсалицилне киселине који се користе у секундарној превенцији инфаркта миокарда по правилу садрже мање количине супстанце од антиинфламаторних препарата. Срчани удар је најчешће узрокован крвним угрушцима, а њихова редукција уносом малих количина аспирина се сматра ефикасном медицинском интервенцијом. Споредни ефекат овога је да се способност згрушавања крви генерално смањује, и може доћи до повећаног крварења.
Аспирин кориштен дугорочно у мањим дозама неповратно блокира стварање тромбоксана А2 у крвним угрушцима, стварајући блокирајући ефект на стварање крвих угрушака. Ово антиагрегационо својство аспирина омогућавања његову примену за смањење ризика од срчаних удара. Дневна доза од 40 mg инхибира велику пропорцију тромбоксана А2 произведеног акутно, а при томе се синтеза простагландина I2 врло мало мења.
Простагландини су локални хормони, произведени у крви, и имају различите ефекте у телу, укључујући пренос информација о болу у мозак, модулацију хипоталамичког центра за терморегулацију, запаљењске реакције, агрегацију и дезагрегацију тромбоцита. Простагландини облажу слузокожу, укључујући и слузокожу желуца, са чиме је повезано и оштећење желудачне слузокоже приликом примене ацетилсалицилне киселине (и других нестероидних антиинфламаторних лекова).

### Инхибиција циклооксигеназе (-1 и-2)
Скорија истраживања су показала да постоје барем две различите врсте циклооксигеназа: COX-1 и COX-2. COX-1 је одговорна за настанак запаљењске реакције, док COX-2 учествује у синтези простагландина слузокоже желуца. Аспирин инхибира обе. Новији лекови под називом COX-2 селективни инхибитори су развијени да инхибирају само COX-2, у нади да ће ово умањити гастроинтестинална нежељена дејства.
Међутим, неки од селективних COX-2 инхибитора, попут лека Вајоксa, су недавно повучени са тржишта, након што је утврђено да они повећавају ризик од срчаног удара. Пошто се губи заштитни антиагрегацијски ефект простациклина (PGI2), уједно се повећава ризик од тромбова и с њим повезаних срчаних удара. Пошто тромбоцити немају властиту ДНК, они не могу поновно синтетисати нову циклооксигеназу кад једном аспирин неповратно инхибира ензим, што се значајно разликује од деловања реверзибилних (повратних) инхибитора.

### Други механизми
Показано је да аспирин има још најмање три друга начина деловања. Он раздваја оксидативну фосфорилацију у митохондријама хрскавичастог ткива и ћелија јетре, путем дифузног дејства из простора унутар ћелијске мембране као носилац протона назад у матрицу митохондрија, где се поновно јонизује и отпушта протоне. Укратко, аспирин хвата и преноси протоне. Када се дају веће дозе аспирина, он може понекад да изазове повишену температуру због отпуштања топлоте из ланца преноса електрона, што је супротан ефект од оног када се дају мање дозе аспирина. Поред тога, аспирин индукује прављење NO-радикала у телу, што је доказано код мишева, те даје независан механизам смањења упала. Ово умањује адхезију леукоцита је важан корак у имунском одговору на инфекције; међутим, тренутно не постоје довољни докази који показују да аспирин помаже у борби против инфекције. Најновије објављени подаци указују да салицилна киселина и њени деривати мењају (модулирају) сигнале кроз NF-κB (NF-kappaB) активацију. NF-kappaB је комплекс фактора транскрипције, који игра средишњу улогу у многим биолошким процесима, укључујући и упалне процесе.

### Ефекти на хипоталамусно-хипофизно-адреналну осовину
Аспирин, попут других лекова који утичу на синтезу простагландина, има далекосежне ефекте хипофизу, што индиректно утиче на бројне друге хормонске и физиолошке функције. Ефекти на хормоне раста, пролактин, и TSH (са релевантним ефектом на Т3 и Т4) су директно уочени. Аспирин умањује дејство вазопресина и увећава утицај налоксона након секреције ACTH и кортизола посредством хипоталамусно-хипофизно-адреналне осе (HPA осе). Сматра се да до тога долази путем интеракције са ендогеним простагландинима и њиховом улогом у регулацији HPA осе.

## Фармакокинетика
Салицилна киселина је слаба киселина и веома мало се јонизује у стомаку након оралне употребе. Ацетилсалицилна киселина се веома слабо раствара у киселој средини у систему за варење, што може успорити њену апсорпцију у високим дозама за 8 до 24 сата. Поред чињенице да је pH вредност у танким цревима још виша, ту се аспирин много брже апсорбује због веће површине апсорпције. Због слабе растворљивости при већим дозама, његова концентрација у крвној плазми може расти и 24 сата након примене.
Од 50% до 80% салицилата у крви се веже за беланчевине док остатак остаје активан, у јонизованом стању. Везивање за беланчевине је зависно од концентрације. Засићеност везивних места даје више слободних салицилата те се тиме повећава отровност. Запремина дистрибуције у организму износи 0,1 до 0,2 l/kg. Ацидоза повећава запремину дистрибуције јер се тиме олакшава улазак салицилата у ткива. Око 80% терапеутске дозе салицилне киселине се метаболизује у јетри.
Конјугацијом са глицином формира се салицилуронска киселина ((2-хидроксибензамидо)ацетатна киселина), а са глукуронском киселином формира се салицил-ацил и фенолски глукуронид. Ови метаболички путеви имају ограничени капацитет. Мање количине салицилне киселине се такође хидроксилују у гентисинску киселину. Са великим дозама салицилата, кинетика се мења из првог реда у нулти ред, са засићењем метаболичких путева излучивање преко бубрега постаје све важније.
Ацетилсалицилна киселина, као и сви салицилати, углавном се излучује из организма реналним путем (преко бубрега) и то 75% у виду салицилуронска киселине, 10% као слободна салицилна киселина, 10% као салицилни фенол, 5% као ацил глукурониди и мањи део (мање од 1%) као гентисинска киселина. Када се користе мање дозе аспирина (мање од 250 mg код одрасле особе), сви метаболички путеви функционишу првим редом кинетике, уз полувреме елиминације од 2 до 4,5 сата. Када се примене веће дозе салицилата (веће од 4 g), полувреме елиминације постаје много дуже (15 до 30 сати) јер се метаболички путеви биотрансформације засићују због формирања салицилуринске киселине и салицилних фенола, излучивање путем бубрега (ренално) постаје веома битно када метаболички путеви постану засићени, јер су екстремно осетљиви на промјене у pH вредности урина. Испитивања су показала да се бубрежна функција појачава од 10 до 20 пута када се pH вредност урина повећа са 5 на 8. Кориштење уринарне алканизације се базира на овом специфичном аспекту излучивања салицилата.

## Историја открића
Хипократ, грчки лекар по коме је названа Хипократова заклетва, је писао у 5. веку п. н. е. о горком праху екстрахованом из коре врбе, који олакшава болове и умањује грозницу. Овај лек се такође помиње у списима из античког Сумера, Египта и Асирије. Амерички Индијанци су га користили за главобољу, грозницу, болове у мишићима и реуматизам. Пречасни Едвард Стоун, жупник из Чиплинг Нортона у Оксфордширу, Енглеска, је запазио 1763. године да је кора врбе ефективна у ублажавању грознице.
Активни екстракт коре, назван салицин по латинском имену за белу врбу (Salix alba), је изоловао 1828. Хенри Леру, француски фармацеут. Италијански хемичар Рафаеле Пирија је затим успео да издвоји киселину у свом чистом облику. Салицин заправо представља салицилну киселину (IUPAC име је 2-хидроксибензојева киселина). Он је високо кисео када је у засићеном раствору са водом (pH = 2,4). Ову хемикалију су такође изоловали из цвета суручице (род Filipendula, раније класификован у Spiraea) немачки истраживачи 1839. године. Мада је њихов екстракт био унеколико ефективан, такође је узроковао дигестивне проблеме попут иритираног стомака и дијареје, па чак и смрт ако би се конзумирао у великим дозама.
Француски хемичар Чарлс Фредерик Герхардт је први направио ацетилсалицилну киселину 1853. године. У току његовог испитивања и проучавања синтезе и својстава различитих киселих анхидрида, помешао је ацетил хлорид са натријумовим солима салицилне киселине (натријум салицилат). Уследила је бурна реакција а резултујућа течност је брзо стврднула. Пошто у то време (1853) није била позната структурална теорија, Герхардт је добијену супстанцу назвао салицил-ацетни анхидрид. Ова синтеза аспирина је једна од многих реакција које је Герхардт описао у својим проучавањима о анхидридима, али је није даље развијао.
Шест година касније, 1859, фон Гилм успијева да добије аналитички чисту ацетилсалицилну киселину (коју је називао ацетилисана салицилна киселина) путем реакције салицилне киселине и ацетил хлорида. Године 1869, научници Шродер, Принзхорн и Краут понављају синтезе које су извели Герхардт (са натријум салицилатом) и фон Гилм (са салицилном киселином), те закључују да обе реакције дају исту супстанцу - ацетилсалицилну киселину. Они су такође први који су правилно приказали структуру аспирина са ацетилном функционалном групом повезаном на фенолни атом кисеоника.
Истраживач фирме Бајер из Немачке је 1897. дериватизовао хидроксилну функционалну групу у салицилној киселини ацетилном групом (формирајући ацетилни естар) што је у великој мери смањило негативне ефекте. Ово је био први синтетички лек, а не копија природне супстанце, што је означило почетак фармацеутске индустрије. Ко је ово заправо урадио је контроверзно питање. Званично се тврди да је изумитељ аспирина Феликс Хофман. Са друге стране, Артур Ајхенгрин је 1949. године тврдио да је он планирао и руководио синтезом аспирина, док је Хофманова улога била само почетна лабораторијска синтеза користећи Ајхенгринов процес, и ништа више. Ајхенгринову верзију су историчари и хемичари игнорисали до 1999, када је Волтер Снајдер из Одсека за фармацеутске науке Универзитета Стратклајд у Глазгову поново проучио случај, и дошао до закључка да је Ајхенгринов навод био уверљив и исправан, и да Ајхенгрин треба да преузме заслуге за откриће аспирина. Бајер, међутим, и даље не прихвата ову теорију. Ајхенгрин је по пореклу био јевреј и фирма Бајер је спадала у конзорцијум ИГ Фарбен (који је производио Циклон Б, гас коришћен у концентрационим логорима). Ајхенгрин је и сам завршио у концентрационом логору Терезијенштат, али је пре него што су га пребацили у Аушвиц, ослободили су га Американци. Претпоставља се да су нацисти, вршећи аријаризацију немачких изума као изумитеља навели Хофмана.
Све до 1970-их, механизам деловања аспирина и сличних лекова није био расветљен.

### Историја имена „аспирин“
Име „аспирин“ је састављено од: а - од ацетлине групе, спир - од spiraea цветам, и ин - уобичајени завршетак имена лекова у то време. Бајер је регистровао ово име као робну марку 6. марта, 1899. Популарност аспирина је расла током прве половине 20. века, да би након успешног кориштења аспирина током избијања пандемије шпанског грипа 1918. године и профитабилности његове производње, нагло нарасла конкуренција у производњи препарата на бази аспирина, нарочито када је 1917. године истекао амерички патент на аспирин у посједу Бајера.
Лагани пад у популарности аспирина уследио је након што је на тржиште пуштен парацетамол (ацетаминофен) 1956. године и ибупрофен 1969. године. Током 1960-их и 1970-их, Џон Ван и други научници су открили основни механизам деловања аспирина. Клинички тестови и друге студије у периоду од 1960-их до 1980-их су доказале ефикасност аспирина као лека против коагулације крви и средства за смањење ризика од болести изазваних крвним угрушцима. Продаја и потрошња аспирина је поновно значајно повећана у последњој деценији 20. века и снажно се наставила у 21. веку, захваљујући широко распрострањеној употреби аспирина као превентивног лека од инфаркта и можданог удара.

### Трговачке марке
Као део ратне одштете која је одређена пораженој Немачкој након Првог светског рата миром у Версају 1919. године, аспирин (заједно са хероином) је изгубио статус заштићене трговачке марке у Француској, Русији, Уједињеном Краљевству и САД, где добија генеричко име те се може писати с малим почетним словом. Савезници одузели и продали Бајерову страну имовину. Право да користи име „аспирин“ у САД (заједно са свим осталим Бајеровим робним маркама) је од америчке владе купила фирма Стерлинг (Sterling Drug, Inc) 1918. године. Чак и пре него што је патент за лек истекао 1917, Бајер није могао да спречи ривале да копирају формулу и користе име, па са преплављеним тржиштем, јавност није знала да аспирин не долази од само једног произвођача. Стерлинг касније није успео да спречи пресуду Федералног суда САД из 1921, по којој је „аспирин“ постао генеричка робна марка.
Данас је реч „аспирин“ генерички назив у Аустралији, Аргентини, Уједињеном Краљевству, Француској, Индији, Ирској, Новом Зеланду, Пакистану, Филипинима, Јужној Африци и САД. Аспирин је остао заштићена трговачка марка Бајера у Немачкој, Канади, Мексику и 80 других земаља, где се аспирин пише са великим почетним словом, те се обавезно мора ставити као референца на све производе на бази ацетилсалицилне киселине које производи и дистрибуира Бајер.